# عبد اللطيف رشيد
عبد اللطيف جمال رشيد (من مواليد 10 أغسطس 1944) هو سياسي عراقي كردي ورئيس جمهورية العراق ابتداء من 13 تشرين الأول 2022، شغل قبل ذلك منصب وزير الموارد المائية من أيلول 2003 إلى كانون الأول ديسمبر 2010 وكان المستشار الأقدم للرئيس العراقي من كانون الأول ديسمبر 2010 حتى تاريخ انتخابه رئيسًا، وهو أحد الأعضاء الفاعلين في حزب الاتحاد الوطني الكردستاني ومن معارضي حكومة حزب البعث، وحاصل على شهادة البكالوريوس من جامعة ليفربول والماجستير والدكتوراه من جامعة مانشستر.

## ولادته ودراسته
ولد في 10 آب لعام 1944 في السليمانية، العراق.
أكمل دراسته الابتدائية والثانوية في العراق .
حصل على منحة دراسية مقدمة من حكومة العراق للحصول على شهادة البكالوريوس في الهندسة من جامعة ليفربول في المملكة المتحدة، ومنحة دراسية مقدمة من مؤسسة كلبنكيان للحصول على شهادة الماجستير في جامعة مانشستر، ومنحة مقدمة من مؤسسة روبرت أنكس سمث للحصول على شهادة الدكتوراه من نفس الجامعة.

## السيرة السياسية
بدأت مسيرته السياسية في ستينيات القرن الماضي، عندما انضم إلى الحزب الديمقراطي الكردستاني، وأصبح عضواً فاعلاً فيه ومن ثم قيادياً في جمعية الطلبة الأكراد في أوروبا، وشارك في الاجتماعات واللقاءات الخاصة بتشكيل حزب الاتحاد الوطني الكردستاني، الذي انبثق من الحزب الأول والتحق به بعد تشكيله، واختير ليكون مندوباً للحزب في بريطانيا وممثلاً له في عدد من الدول الأوروبية، وكان له دور بارز في حزب الاتحاد الوطني الكردستاني منذ تأسيسه.
وحضر اجتماعات ومؤتمرات المعارضة قبل الاطاحة بنظام الحكم في العراق عام 2003، وكان ناشطاً سياسياً في المؤتمرات التي حضرها وقيادياً في التحالف الكردستاني بأوروبا، ليُنتخب بعد تشكيل المؤتمر الوطني العراقي عضواً في المجلس التنفيذي، وانتخب لعضوية قيادة المؤتمر الوطني العراقي عام 1992 حتى غزو العراق عام 2003، ولديه شبكة واسعة من العلاقات مع مختلف الأطراف العراقية، وله حضور سياسي فاعل بعد عام 2003. وكان عضواً قيادياً في مجلس INDICT ما بين 1998 إلى 2003 بجانب كبار المسؤولين الحكوميين الدوليين. وتربطه علاقة صداقة قوية مع أقطاب المعارضة العراقية في الخارج، وبعد عام 2003 اختير ليكون وزيراً للموارد المائية، من عام 2003 ولغاية نهاية عام 2010. وبعد انتهاء مهام عمله وزيرًا للموارد المائية رشحته الحكومة العراقية لشغل منصب أمين عام منظمة الفاو التابعة للأمم المتحدة، وكان مستشاراً أقدم لرئيس جمهورية العراق من كانون الأول/ ديسمبر 2010 حيث بقي في المنصب حتى انتخابه في 13 تشرين الأول /أكتوبر 2022 رئيساً للجمهورية.

## سيرته العلمية والعملية
عمل في جامعة السليمانية لتدريس مواضيع فنية من عام 1969 إلى عام 1971، وعمل مع شركة سير وليام هالكرو الاستشارية وشركائه المهندسين من عام 1971 إلى 1979، وأجرى بحوثاً وأعمال حقلية تخص الدراسة والتصميم والإشراف على مشروع الري والتنمية في المملكة العربية السعودية في أعوام 1976 إلى 1979، وعمل في الصومال في مشروع تطوير المرعى الشمالي لإجراء المسح والتقييم للمشروع، من عام 1979 حتى 1981، وشغل منصب مدير مشروع منظمة الغذاء والزراعة الدولية لوادي توبان الذي يقع في جنوب اليمن والممول من قبل البنك الدولي وصندوق الكويت، لعامي 1981 و 1982، وشغل منصب مهندس مقيم لمنظمة الغذاء والزراعة الدولية لسد وادي جيزان وشبكة الري في السعودية، ومدير مشروع منظمة الغذاء والزراعة الدولية ومشروع تطوير وادي الجيزان لعامي 1983 و 1986.
وبعد عام 2003 شغل منصب وزير الموارد المائية، وفي أواخر عام 2010 شغل منصب المستشار الأقدم لرئيس جمهورية العراق.

## رئاسة جمهورية العراق

سبورة التصويت للمتنافسين برهم صالح وعبد اللطيف رشيد

في سنة 2018، رشح حزب الاتحاد الوطني الكردستاني ملا بختيار ولطيف رشيد إلى رئاسة جمهورية العراق. وفي يوم 13 تشرين الأول أكتوبر 2022 تنافس برهم صالح وعبد اللطيف رشيد على رئاسة جمهورية العراق، وفاز بها عبد اللطيف بعد جلسة تصويت سرية لمجلس النواب العراقي وسط إجراءات أمنية مشددة شهدتها بغداد، وبذلك أصبح رشيد هو الرئيس السادس للعراق بعد الغزو الأمريكي للعراق عام 2003 وفي العرف السياسي العراقي منذ الاحتلال الأمريكي، يكون رئيس جمهورية العراق كردياً.
| سبقه برهم صالح | رئيس جمهورية العراق 2022 - | تبعه إلى الان |

## حياته الشخصية
متزوج من شاناز إبراهيم أحمد، ولها ابنان، آسوز، ولد سنة 1982، وزاكروس، ولد سنة 1988، وبنت واحدة، اسمها سارة، ولدت سنة 1987. ويجيد اللغة العربية والكردية والإنجليزية.

## وصلات خارجية
مقابلة مع د. لطيف رشيد – قناة المشرق الفضائية – برنامج / لقاء المشرق